# Letterboxd
Letterboxd је друштвена мрежа коју су основали Метју Бјукенен и Карл фон Рандов 2011. године. Одржава је мали тим у Окланду, на Новом Зеланду. Сајт је намењен за размену филмских интересовања корисника. Чланови га могу користити да бележе мишљења о филмовима или као дневнике одгледаних филмова. Забележени филмови се могу оцењивати, означити кључним речима и такође се могу пистати рецензије о њима.

## Сајт

### Историја
Letterboxd сајт је покренут 1. октобра 2011. године и у наредних шест месеци је привукао више од 17,000 бета тестера. Прешавши из приватне у јавну бета-верзију 24. априла 2012. године, све странице су постале јавно доступне. Могло се учланити само преко позивница од других корисника све до 8. фебруара 2013. године када је сајт отворен за јавну употребу. 
Уведени бесплатни налози са свим основним функционалностима и плаћени налози који корисницима омогућавају приступ Letterboxd Pro верзији сајта. Корисници Pro налога имају приступ посебним функционалностима као што су клонирање листа филмова, коришћење филтера на страници са активностима, увид у разне статистичке податке и могућност импортовања података са других филмских сајтова попут ИМДБ-а.

### Технички аспекти
Корисници морају да направе појединачне налоге како би користили сајт. Са налогом могу да одржавају списак филмова које су одгледали или желе да одгледају, и да интерагују са другим корисницима које могу запратити.

### Информације о филмовима
Сви филмски метаподаци везани за глумце, редитеље, кратке описе филмова, датуме издавања, трејлере и постере се добављају са The Movie Database (ТМДБ). Због високе годишње накнаде за коришћење података са ИМДБ-a, Letterboxd сајт користи ТМДБ који је отвореног типа и одржаван од стране корисника.